# Lobos (Buenos Aires)
Lobos é uma cidade da Argentina localizada na província de Buenos Aires, fundada em 2 de junho de 1803 por José Salgado. Com uma superfície de 1.725 km², em 2001 tinha uma população de 33.004 habitantes. Dista 115 quilômetros da cidade de Buenos Aires. A cidade é conhecida por ser o local de nascimento do ex-presidente argentino Juan Domingo Perón.